# Social Point
Social Point est un développeur de jeux vidéo espagnol basé à Barcelone, en Espagne. Fondé en Octobre 2008 par Horacio Martos et Andrés Bou, la société est spécialisée dans les jeux mobiles free-to-play et les jeux de réseaux sociaux, répartis sur IOS, Android, Fire OS et Facebook. 
L'entreprise est racheté par Take-Two Interactive en 2017.

## Jeux développés
Cheval de 3
Dans 1h
2011-2016
| Années | Titre           | Plateforme(s) | Plateforme(s) | Plateforme(s) | Plateforme(s) |
| Années | Titre           | Android       | Facebook      | Fire OS       | iOS           |
| ------ | --------------- | ------------- | ------------- | ------------- | ------------- |
| 2011   | Social Empires  | Non           | Oui           | Non           | Oui           |
| 2011   | Social Wars     | Non           | Oui           | Non           | Non           |
| 2012   | Dragon City     | Oui           | Oui           | Oui           | Oui           |
| 2014   | Monster Legends | Oui           | Oui           | Oui           | Oui           |
| 2014   | Jurassic Hunter | Oui           | Non           | Non           | Oui           |
| 2016   | World Chef      | Oui           | Non           | Non           | Oui           |
| 2016   | Dragon Land     | Oui           | Non           | Non           | Oui           |

2017 – Présent:
| Titre             | Plateforme (s) | Date de sortie  |
| ----------------- | -------------- | --------------- |
| Tasty Town        | Android        | 21 janvier 2019 |
| Tasty Town        | iOS            | 21 janvier 2019 |
| Word Life         | Android        | 9 mai 2019      |
| Word Life         | iOS            | 9 mai 2019      |
| Champions Destiny | Android        | N.A             |
| Champions Destiny | iOS            | N.A             |
| League of Dragons | Android        | N.A             |